# Ziua Veche
Ziua Veche este o publicație din România, lansată în ianuarie 2010, de un grup de foști jurnaliști de la Ziua.
Echipa care a lansat publicația era formată la acel moment din nouă foști jurnaliști ai cotidianului Ziua, și anume Roland Cătălin Pena, fost redactor-șef Ziua, Doru Dragomir, Răzvan Savaliuc, Cătălin Vărzaru, Anca Hriban, Marius Bâtcă, Tudor Borcea, Alin Burtescu și Ioan Tudor.
A fost lansată ca publicație online, dar de la data de 30 aprilie 2010 apare și în versiune tipărită, săptămânal, cu 8 pagini atașate cotidianului recent lansat Puterea.